# Myakka City
Myakka City est une localité américaine située dans le comté de Manatee, en Floride.

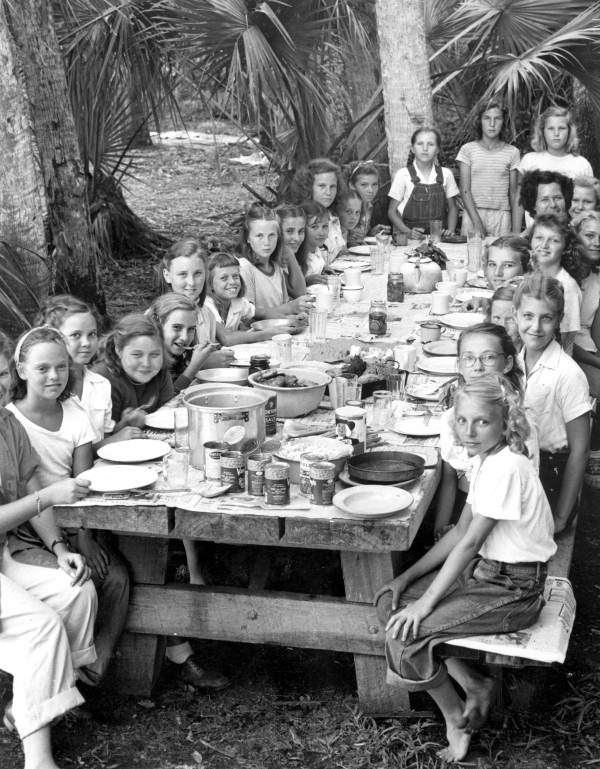
Un pique-nique de jeunes filles le 4 juillet 1948 à Myakka City.